# Albin Breitenmoser (Politiker)

Albin Breitenmoser (1971)

Albin Breitenmoser (* 15. Dezember 1920 in Mühlrüti; † 6. März 1983 in Basel; heimatberechtigt in Mosnang und Basel) war ein Schweizer Politiker (CVP).

## Leben
Albin Breitenmoser wurde am 15. Dezember 1920 in Mühlrüti als Sohn des Stickereifabrikanten Jakob Breitenmoser und der Olga geborene Vögtli geboren. Albin Breitenmoser legte zunächst die Matura an der Kantonalen Handelsschule in Basel ab.
In der Folge war Breitenmoser von 1947 bis 1983 Geschäftsführer des Verlags Schiffahrt und Weltverkehr AG. Dazu wirkte er von 1951 bis 1983 als Redakteur der Zeitschrift Strom und See. Ausserdem fungierte Albin Breitenmoser von 1969 bis 1983 als Geschäftsführer der Schweizerischen Schiffahrtsvereinigung.
Albin Breitenmoser heiratete im Jahr 1948 Beatrix, die Tochter des Schwyzer Kantonsrats und Arztes aus Lachen Carl Ebnöther. Er verstarb am 6. März 1983 zwei Monate nach Vollendung seines 62. Lebensjahres in Basel.

## Politische Laufbahn
Im Jahr 1945 gründete Albin Breitenmoser die Jungpartei Basler Jungkatholiken. Anschliessend vertrat Breitenmoser auf kantonaler Ebene von 1950 bis 1963, 1968 bis 1972 sowie 1976 bis 1983 die Katholische Volkspartei (KVP), seit 1971 CVP, im Basler Grossen Rat, davon 1961 als Präsident. Im Jahr 1962 scheiterte Breitenmoser als offizieller Regierungsratskandidat seiner Partei am überparteilich aufgestellten Alfred Abegg. Darüber hinaus nahm Breitenmoser von 1963 bis 1975 Einsitz in den Nationalrat. Zudem war er 1975–76 als Abgeordneter in der Parlamentarischen Versammlung des Europarates vertreten.
Albin Breitenmoser zeichnete massgebliche Verantwortung für eine verstärkte christlich-soziale Ausrichtung der Katholischen Volkspartei Basel-Stadt, der er zwischen 1958 und 1963 als Präsident vorstand. Auf eidgenössischer Ebene profilierte er sich in verkehrs- und sozialpolitischen Fragen.

## Werk
- Für einen wiedervereinigten Kanton Basel, 1957
- Die Basler Rheinbrücken - Ihre Geschichte und Bauweise, Verlag Schiffahrt und Weltverkehr, Basel 1967 (als Herausgeber)